# Geneva Whoppers
Die Geneva Whoppers sind ein American-Football-Club in Plan-les-Ouates, der offiziell im Jahr 2007 als Footballteam im Süden vom Kanton Genf gegründet wurde.
Die Whoppers sind Mitglied im Schweizerischen American Football Verband und spielen seit dem Aufstieg in der Saison 2018 in der Nationalliga B.

## Allgemeines
2007 hatten zwei 17-jährige Freunde eine Idee: Die Gründung eines American-Football-Clubs in Plan-les-Ouates. Die beiden riefen daraufhin einige Freunde zusammen und trainierten auf den verschiedenen Feldern und Grasflächen der Gemeinde. Im Sommer 2007 beschlossen Lucas Perez und Thomas Windegger schliesslich, während sie sich ein American-Football-Spiel ansahen und einen Whopper-Hamburger assen, einen offiziellen Verein zu gründen. Der Name des Vereins wurde so direkt durch die verspeisten Hamburger und dem Heimatkanton gegeben, die Geneva Whoppers.
Noch im selben Sommer (2017) wurde eine offizielle Anfrage an die Gemeinde Plan-les-Ouates gestellt. Diese stellte ihnen in Kürze ein Spielfeld und Umkleideräume zur Verfügung. Darauf folgte der nächste grosse Schritt, der Beitritt zur offiziellen Liga. Durch Mundpropaganda konnten glücklicherweise einige ehemalige Footballspieler sowie ein Trainer in der Region gefunden werden, die sich dem neuen Verein anschlossen und den Beitritt zur Liga ermöglichten.
Nachdem der Verein Fuss in der NLC fasste, konnte 2017 als Meister der Gruppe West das Aufstiegsspiel für die NLB gegen die St. Gallen Bears (Meister Gruppe Ost) erreicht werden. Das Spiel ging mit einem Endstand von 30:19 verloren und die Whoppers blieben ein weiteres Jahr in der NLC. 2018 war es dann so weit, die Whoppers erreichten als erneuter Sieger der Gruppe West das Finalspiel gegen die Lugano Rebels (Meister Gruppe Ost). Das Finalspiel wurde durch einen einzigen Touchdown inkl. Extrapunkt im dritten Quarter entschieden. Die Whoppers gewannen 7:0 und stiegen in die NLB auf.

## Erfolge
- 2015 – 1. Platz in der NSFL-Meisterschaft
- 2018 – 1. Platz in der NLC
- 2018 – Aufstieg in die NLB

## Teams
- Élites (Seniors) Tacklefootball
- Juniors (U19) Tacklefootball